# Biniamar
Biniamar és un llogaret del municipi de Selva situat a la comarca del Raiguer de Mallorca. És entre els termes de Lloseta i Inca i els nuclis i terres de Selva, Caimari i Moscari. El 2006, tenia 342 habitants, anomenats biniamers o biniamarins. La patrona del poble és santa Tecla, celebrant la festa major 23 de setembre de cada any.

## Situació
Poble de transició entre la serra de Tramuntana i el Raiguer, assegut al peu del puig de Massanella. Agregat al municipi de Selva amb el qual limita juntament amb Mancor, Lloseta i Inca. La seva altitud respecte del mar es d'uns 200 m de mitjana (199,58 m al campanar i 475 m damunt el Puig).
Abans de la parcel·lació es dividia en tres possessions: Son Canals, Son Llampaies, Son Odre i Son Bonafè.

## Ordenació urbana i població
El poble es divideix en tres carrers principals que són el carrer de Dalt (carrer des Vent), carrer d'Enmig (Sor Margalida de la Passió, carretera Selva-Lloseta) i carrer de Baix (c. de Sant Pau - Església Nova - c. del Paradís). I altres carrers i carrerons perpendiculars a aquests, entre els quals cal destacar el carrer del Ferrer, el carrer del Cementiri i el carrer del Comte.
La població va anar davallant a partir dels anys 1940, per la crisi de l'agricultura, mineria i activitats forestals, fins al darrer quart del segle xx, en què es va recuperar quan la gent jove va deixar de marxar del poble quan es casava, els residents de cap de setmana i els residents estrangers. Avui la quasi totalitat de cases són habitades. El nombre d'habitants està estabilitzat entorn dels 300 censats.

## Activitats econòmiques
A part de l'agricultura hi havia dues teuleres, tres forns de calç industrials (Son Bassa, Can Sirena i Can Baltasar) els telers de Can Toi (avui a Lloseta), tres tafones (Son Bassa, Son Llampaies i Son Odre), tres cellers (Son Llampaies, Can Xesc i Can Pessiga), un ferrer, les mines que proveïen la central elèctrica d'Alcúdia, les fàbriques i el ferrocarril (la mina de Son Odre i la de Son Bonafè) .
Les pedreres del Puig de Biniamar en els anys 30 enviaven grans blocs picats per fer el moll de la Riba. Després als anys 60 vingué la pedrera del Pòrtland de Mallorca (més tard Valenciana de Cementos) que la pressió popular tancà a finals dels 70 i inicis dels 80. Queden encara dins Son Odre petites pedreres familiars i la de Lignitos SA (GESA) que han restat amb la pedrera i treuen grans blocs de pedra que duen a serrar a Marratxí.

## Es Torrentet
El nom prové del petit xeregall visible a cada part de la plaça i que la travessa entubat. Es troben les escoles del mateix nom, que foren construïdes a mitjan segle xx (una aula i la casa del mestre, les nines i menors de sis anys, anaven a Ca Ses Monges) i reformades amb ampliació d'una altra aula simètrica l'any 1998/99. Foren tancades i reobertes a principis dels 80. El curs 1992/93 es passà d'un sol mestre a dos. Dins el pati hi ha el vell lledoner d'es Torrentet.
| «                          | Viu record de ma infantesa, crescut ran d´una paret, arbre amb rama ben estesa, lledoner d´Es Torrentet. | » |
| — P. Sebastià Rosselló TOR | |   |

Al costat de l'escola hi ha les cases d'es Torrentet, casa pairal del professor universitari i historiador Miquel Ferrer Flores. Presenta tres plantes d'alçat i portal de llinda, amb dos pedrissos laterals.
Ja dins la carretera de Selva (PMV-211-3), a uns 100 m. del poble, a l'altura de l'hectòmetre 8, es troba el forn de calç de Son Bassa. Es tracta d'un forn industrial que cremava carbó de la mina per a coure les pedres. Antigament era de la família Jofre de Can Baltasar; actualment és propietat de la família Vallespir. La casa és d'una planta d'alçat, amb portalet de llinda; la torre del forn sobresurt al darrere; és de secció circular, amb tres trams constructius: l'inferior, de lloses de pedra viva, el segon, de parament irregular de pedra vista, i el superior, de marès, de secció més reduïda; el portal o boca del forn se situa a ponent.
Un centenar de metres més endavant es troba Sa Rota (finca i cases) on va nàixer el Pare Francesc Bonafè i Barceló (1908-1994).